# Georg Heinrich von Görtz

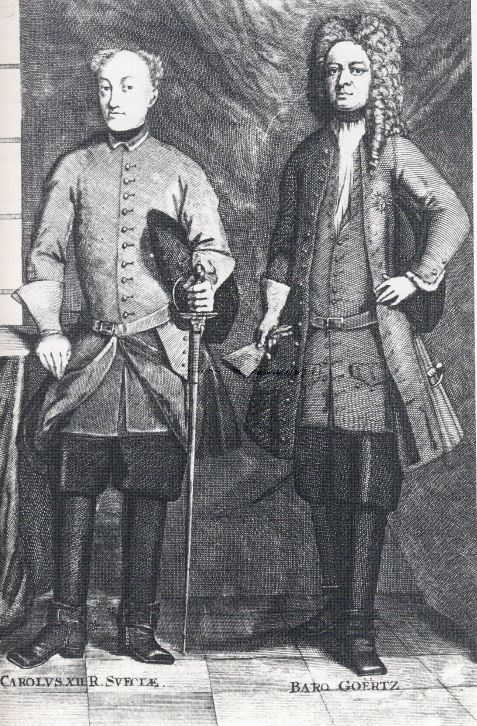
XII. Károly svéd király és Georg Heinrich von Görtz

Georg Heinrich von Görtz, Schlitz bárója (Holstein, 1668 – Stockholm, 1719. február 19.) holsteini születésű, svéd királyi szolgálatban álló diplomata.

## Karrier
A Holstein-Gottorp hercegi család szolgálatába lépett, és Hedvig Zsófia hercegnő (XII. Károly svéd király nővére) halála után nagyon nagy befolyást szerzett a fiánál, Károly Frigyes holsteini hercegnél. Először a Holstein-Gottorpok befolyását kívánta erősíteni. 1706-ban, amikor XII. Károly Altranstädtben táborozott, megpróbálta felhívni a király figyelmét a Holstein-kérdésre, és hat évvel később, amikor a svéd parancsnok, Magnus Stenbock átvágott az Elbán, Görtz annyira támogatta, amennyire csak tudta anélkül, hogy nyíltan szakított volna Németországgal. Még Tönnesön erődöt is megvédte a svédeknek.

## XII. Károly
Amikor XII. Károly svéd király hazaérkezett Törökországból, Görtz volt az első, aki meglátogatta, és a király főminiszterének nevezte ki. Görtz fenntartások nélkül rajongott a királyért. Úgy határozott, hogy a országot megóvja a gazdasági nehézségektől. Elképesztő befolyása volt a királynál, amit leginkább annak köszönhetett, hogy ő volt az egyetlen, aki hajlandó volt elhinni Károly véleményét a gazdasági helyzetről: tudniillik hogy Svédország még messze áll a pénzügyi összeomlástól.